# Pinturas de guerra
Pinturas de guerra és una novel·la gràfica de l'autor Ángel de la Calle publicada per Reino de Cordelia el 2017. Fou proclamada millor obra al 36è Saló Internacional del Còmic de Barcelona (2018). La complexa obra, amb pròleg de Paco Ignacio Taibo II, abraça diferents gèneres com el biogràfic, l'històric, el polític, l'art o la trama policíaca.
Originalment, el còmic fou publicat a Mèxic el 2016 per la Secretaría de Cultura de Ciudad de México.

## Sinopsi
El còmic és una ucronia ubicada a la dècada del 1960-70 a París i té com a fil conductor el propi Ángel de la Calle, que s'autodibuixa per narrar la trama criminal a la qual l'autor es veu involuntàriament involucrat a l'arribar a París, ciutat on només pretenia portar a terme un treball de recerca sobre l'actriu nod-americana Jean Seberg, musa de la nouvelle vague.
Al llarg del seva recerca, l'àlter ego d'Ángel de la Calle coneix a tota una sèrie d'artistes i intel·lectuals d'origen sud-americà que s'han exiliat a la capital francesa fugint de l'horror de les sanguinàries dictadures militars propagades al Con Sud gràcies a l'èxit de l'Operació Còndor. La trama inclou també a agents de la CIA, membres del servei d'intel·ligència francès i fins i tot una sèrie de personatges reals com Juan Goytisolo, Jean-Paul Sartre, situacionistes i directors de la nouvelle vague, entre molts altres personatges ficticis.
Aquesta intricada trama li serveix a Ángel de la Calle per narrar episodis de repressió i violència com la massacre de Tlatelolco a Mèxic, la repressió del règim de Videla a l'Argentina o la persecució de Pinochet contra el clandestí MIR.
També, al llarg del còmic les referències literàries i cinematogràfiques són una constat, com per exemple a Philip K. Dick, Cortázar, o García Márquez.

## Palmarès
- Millor obra del Saló Internacional del Còmic de Barcelona de 2018.[1]